# 亀岡市立高田中学校
亀岡市立高田中学校（かめおかしりつ たかだちゅうがっこう）は、京都府亀岡市馬路町にあった公立中学校。校区は、馬路町・旭町・千歳町・河原林町の4町で、隣接していた亀岡市立川東小学校と同一であり、同小学校児童のほぼ全員がこの中学校に通っていた。校区には、出雲大神宮、丹波国国分寺、千歳車塚古墳、小川月神社などの歴史的遺産も数多くある。

## 沿革
- 1947年5月 - 南桑田郡馬路・旭・千歳・河原林四村による組合立高田中学校創立。馬路小学校講堂で開校式挙行。仮校舎にて授業開始。
- 1955年 - 亀岡市施行に伴い亀岡市立高田中学校。
- 1981年 - 野球部が京都府大会で優勝。
- 2017年3月31日 -  亀岡市立川東小学校との統合により廃校

## 行事
- 写生会や愛宕山の登山など高田中学校ならではの行事が多数ある。

## 交通アクセス
- JR千代川駅または亀岡駅から亀岡市ふるさとバス「川東小学校前」で下車後徒歩2分。